# 波西昌卡河
波西昌卡河（烏克蘭語：Посічанка），是烏克蘭的河流，位於該國西部，發源自波西奇以西，流經伊萬諾-弗蘭科夫斯克州，河道全長10公里，流域面積34平方公里。